# Busalus serjus
Busalus serjus – gatunek błonkówki z rodziny Pergidae, jedyny przedstawiciel rodzaju Busalus.

## Taksonomia
Gatunek ten został opisany w 1990 roku przez Davida Smitha. Jako miejsce typowe podano Park Narodowy Serra da Bocaina w gminie São José do Barreiro w płd. Brazylii, na wysokości 1650 m n.p.m. Holotypem jest samica. 

## Zasięg występowania
Ameryka Południowa, notowany w stanach Santa Catarina i São Paulo w płd. Brazylii.